# Lombardiska kungariket
Lombardiska kungariket eller Regnum Langobardorum  var en tidig medeltida stat i nuvarande Italien. Det överlevde mellan 568 och 569 (invasionsåren) och 774 e.Kr.  
Riket var uppdelat i två större delar:
- Langobardia Maior (norra Italien runt runt huvudstaden i riket, Ticinum  - idag Pavia -, därav namnet på dagens region Lombardiet ) och
- Langobardia Minor (hertigdömena Spoleto och Benevento ), medan territorier som förblev under bysantinsk kontroll kallades "Romània" (därav namnet på dagens regionen Emilia-Romagna ) och Exarkatet i Ravenna.

Under den goda tiden innan riket kollapsade, sades det att "I detta underbara Langobardrike fanns inget våld, inga onda verk eller fallgropar, och inga andra orättvist förtryckta, inga härjningar och det fanns inga stölder, inga rån, gick alla oavsett var de ville, säker och utan rädsla " - Paulus diakonen , Historia Langobardorum , III , 16.
Autari Agilulf och Theodelinda styrde under en period riket, men kungariket sönderföll sedan i mindre hertigdömen efter att den minderårige sonen Adaloald fått makten.